# アーサー・アンダーセン
アーサー・アンダーセン（Arthur Andersen）は、アメリカ合衆国・シカゴにかつて存在した大手会計事務所。

## 概説
世界5大会計事務所（Big 5）の一つであった。多数の公認会計士や専門職員を抱え、監査・税務・ビジネスコンサルティングを3つの柱とした業務を展開していた。
しかし、エンロンの粉飾会計が発覚した際に、自社の社内資料の破棄指示を出していたことが発覚。これが犯罪捜査における公務執行妨害として有罪判決を受け、これによって顧客を失い、解散に追い込まれた。
あまり知られていないことであるが、エンロンの粉飾会計は当時の会計基準において許されていた関連会社に債務を飛ばすという行為によって行われていたため、会計法に違反していたわけではない。また、公務執行妨害の判決は、上告審で覆されたが、時すでに遅かった。

## 歴史
アーサー・アンダーセンは、1913年にアーサー・アンダーセンとクラレンス・デレーニーにより、「Andersen, DeLany & Co.」として創業された。1918年にはアーサー・アンダーセン（Arthur Andersen & Co.）と改名している。
ノルウェー移民の息子だったアンダーセンは、16歳のときに両親の死により孤児となり、夜間学校に通いながらメール・ボーイとして働いた。彼は、シカゴの会社の会計監査責任者 (controller) の助手となったことをきっかけに会計士の仕事をし、23歳でイリノイ州一若い公認会計士となった。彼は会計事務所に勤め、ミルウォーキーのビール会社シュリッツ（Schlitz Brewing Co.）の会計責任者となりながら、ノースウェスタン大学のケロッグ経営大学院に通う日々を送った。
1913年、28歳で独立し、シュリッツの会計監査を行いつつ、ノースウェスタン大学で会計学を教え、実務中心の授業を創始し、会計業界のレベルを高めるための会計教育づくりに貢献した。彼は、粉飾決算を持ちかける大手顧客に対し、「アメリカすべての金のため」として粉飾を断り、顧客を失う決断をするほどの正直さで知られた。彼は、1947年の死までの間に事務所を大きくし、アメリカの会計学の発展と高いレベルの会計基準の普及に対し大きな貢献をした。創業者の死後も、アンダーセンは、会計業界の判断をリードし、1970年代・80年代には多くの大企業を顧客とした。一方で、コンサルティング業務の急発展に伴い、会社を内側から改善するコンサルティング部門と外側から監視する会計監査部門との利益相反に悩むようになり、1989年にはコンサルティング部門を分社化しアンダーセン・コンサルティングとした（現アクセンチュア）。
他の4大会計事務所が北米・欧州間の大合併を繰り返して巨大化したのに対し、米国ファームであるアーサー・アンダーセンは巨大合併を経験せず急成長を遂げたため、特に米国内でのブランド力が非常に強かった。
2001年10月17日、ウォールストリート・ジャーナルが米エンロン社の不正会計疑惑を報じ、エンロン社のメイン会計監査を担当していたアーサー・アンダーセンが会計粉飾やその証拠隠蔽に関与していたことが発覚した。 この事件でアンダーセンの信用は失墜し、2002年に解散へと追い込まれた。
2002年6月15日、エンロン社の監査資料を抹消したとする証拠隠滅容疑でヒューストン連邦地裁から有罪評決を受け、連邦最高裁に控訴。2005年5月31日、連邦最高裁ではアンダーセンの主張が認められて無罪判決が言い渡され、逆転勝訴した。
アクセンチュアは、アーサー・アンダーセン解散の影響を受けることなく、現在も存続している。
アーサー・アンダーセンは日本においては朝日監査法人と提携していた。アーサー・アンダーセンの廃業で海外提携先を失った朝日監査法人は、KPMGと提携することとなり、新日本監査法人から分離したKPMG部門と合流しあずさ監査法人となった。

## 日本法人の主な出身者
- 岩本繁（元アーサー・アンダーセン日本代表、元有限責任あずさ監査法人理事長）
- 岡俊子（明治大学教授、マーバルパートナーズ社長）
- 尾立源幸（元参議院議員）
- 勝間和代（経済評論家）
- 金子英樹（シンプレクス・ホールディングス創業者・社長）
- 西岡一正（アビームコンサルティング社長）
- 山内悦嗣（元アーサー・アンダーセン日本代表、元ソニー監査委員会議長）
- 山口揚平（コンサルタント、投資家）